# ایزابلا حماد
ایزابلا مریم حماد (متولد ۱۹۹۰/۹۱) نویسنده و داستان‌نویس بریتانیایی‌فلسطینی است. او در سال ۲۰۲۳، در فهرست بهترین رمان‌نویسان جوان بریتانیایی قرار گرفت.

## زندگی
ایزابلا حماد در شهر همرسمیت در منطقۀ غرب لندن از پدری فسلطینی و مادری انگلیسی‌ایرلندی متولد شد و در شهر اکتون در همین منطقه بزرگ شد. پدر او اصالتاً اهل نابلس در کرانهٔ باختری بود و قبل از مهاجرت به بریتانیا در لبنان زندگی می‌کرد. حماد در دانشگاه آکسفورد ادبیات انگلیسی خواند و پس از گذراندن فرصت مطالعاتی رشتهٔ ادبیات در دانشگاه هاروارد، تحصیلات خود را در مقطع کارشناسی ارشد رشتهٔ نویسندگی خلاق در دانشگاه نیویورک ادامه داد.

## جایزه‌ها و افتخارات
حماد در سال ۲۰۱۹ برندهٔ جایزۀ «5 نویسندۀ زیر 35 سال» بنیاد ملی کتاب شد. در همان سال، نیویورک تایمز اولین رمان او، پاریسی، را یکی از کتاب‌های برجسته سال نامید و گاردین این نویسنده را در فهرست نویسندگانی که رمان اول‌شان «استثنایی» است، قرار داد. این رمان تاریخی ماجرای دانشجویی فلسطینی است که همزمان با مبارزۀ فلسطینی‌ها برای رهایی از قیمومت بریتانیا از پاریس به وطنش برمی‌گردد.
نشریهٔ گاردین رمان دوم ایزابلا حماد، روح وارد می‌شود را «داستانی در مورد فلسطین» دانست که پرسش‌هایی دربارهٔ «هویت و تعلق» را مطرح می‌کند. این کتاب برندهٔ جایزهٔ Encore سال ۲۰۲۴ شد؛ جایزهٔ انجمن سلطنتی ادبیات برای نویسندگان تازه‌کاری که «رمان دوم دشوار»ی نوشته‌اند. داستان این رمان دربارۀ دختر فلسطینی جوانی است که پس از انتفاضه به لندن مهاجرت کرده. او که پس از سال‌ها برای دیدن خواهرش به حیفا بازگشته، در گشت‌وگذارهایش در کرانۀ باختری تصادفاً با گروه تئاتری آشنا می‌شود که در حال تمرین هملت هستند و به آن‌ها می‌پیوندد.
حماد در سال ۲۰۲۰، بورسیهٔ ادبی بنیاد لانان را به دست آورد و در سال ۲۰۲۳ در فهرست بهترین رمان‌نویسان جوان بریتانیایی قرار گرفت، که از سال ۱۹۸۳ هر ۱۰ سال یک‌بار برگزار می‌شود و ۲۰ رمان‌نویس برجستهٔ بریتانیایی زیر ۴۰ سال را معرفی می‌کند.
او بورسیهٔ جرالد فروند را از سازمان مک داول و بورسیهٔ بنیاد اکسین را از دانشگاه نیویورک دریافت کرده است. ایزابلا حماد در سپتامبر ۲۰۲۳ در جشنوارهٔ ادبی نویسندگان فلسطین در فیلادلفیا سخنران بود. او در همین سال سخنرانی مراسم یادبود ادوارد سعید در دانشگاه کلمبیا را هم بر عهده داشت که بعدتر با عنوان «بازشناختن غریبه» منتشر شد.
| سال  | عنوان         | جایزه                      | نتیجه | منبع          |
| ---- | ------------- | -------------------------- | ----- | ------------- |
| ۲۰۱۸ | “Mr. Can’aan” | جایزهٔ پلمپتون              | برنده | [ ۲۴ ]        |
| ۲۰۱۹ | “Mr. Can’aan” | جایزهٔ داستان کوتاه اُ. هنری | برنده | [ ۲۵ ]        |
| ۲۰۱۹ | The Parisian  | جایزهٔ کتاب فلسطین          | برنده | [ ۲۶ ] [ ۲۷ ] |
| ۲۰۲۰ | The Parisian  | جایزهٔ بتی تراسک            | برنده | [ ۲۸ ]        |
| ۲۰۲۰ | The Parisian  | جایزهٔ Chautauqua           | نامزد | [ ۲۹ ]        |
| ۲۰۲۰ | The Parisian  | جایزهٔ سو کافمن             | برنده | [ ۳۰ ] [ ۳۱ ] |
| ۲۰۲۰ | The Parisian  | جایزهٔ والتر اسکات          | نامزد | [ ۳۲ ]        |
| ۲۰۲۴ | Enter Ghost   | جایزهٔ ادبی Aspen Words     | برنده | [ ۳۳ ]        |
| ۲۰۲۴ | Enter Ghost   | جایزهٔ Encore               | برنده | [ ۳۴ ]        |
| ۲۰۲۴ | Enter Ghost   | جایزۀ داستانی زنان         | نامزد | [ ۳۵ ]        |

## کتاب‌ها
- پاریسی (۲۰۱۹)[۳۶][۳۷][۳۸][۳۹]
- روح وارد می‌شود (2023)[۴۰][۴۱]
- بازشناختن غریبه: دربارهٔ فلسطین و روایت (۲۰۲۴)